# Mikhaïl Petraixevski
Mikhaïl Petraixevski, de nom complet Mikhaïl Vassílievitx Butaixévitx-Petraixevski (rus: Михаил Васильевич Буташевич-Петрашевский) (1 de novembre de 1821 - 19 de desembre de 1866) va ser un pensador i una figura pública de Rússia.
Mikhaïl Petraixevski es va graduar en el Liceu Tsàrskoie Seló (1839) i a la Universitat Estatal de Sant Petersburg en Dret el 1841. Va tenir el lloc de treball de traductor i intèrpret del ministeri d'Afers Estrangers rus Se sap que Petraixevski va ser l'autor de la majoria dels articles del Diccionari de Butxaca de Paraules Estrangeres (1846), el qual va popularitzar les idees democràtiques i materialistes i els principis del socialisme utòpic L'apartament de Petraixevski va esdevenir un saló d'intel·lectuals setmanal des del 1845. Aquests encontres es van anomenar més tard pyatnitsy (Divendres) i els que hi assitien del Cercle de Petraixevski.En la biblioteca de Petraixevski hi havia llibres prohibits sobre la filosofia materialista, el socialisme utòpic i la història dels moviments revolucionaris. Entre els membres del Cercle de Petraixevski hi havia Fiódor Dostoievski. Mikhaïl Petraixevski es considerava ell mateix un seguidor de Charles Fourier i demanava la democratització del sistema polític de Rússia i l'alliberament dels camperols. També propugnava la lluita revolucionària. A finals de 1848 Mikhaïl Petraixevski vapendre part en reunions que desitjaven crear una societat secreta.

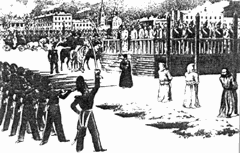
Grup de condemnats en l'execució prevista de Mikhaïl Petraixevski

L'any 1849, Mikhaïl Petraixevski va ser arrestat i sentenciat a morir. Junt amb altres condemnats al Regiment Semionovsky de Sant Petersburg, va ser lligat a un pal. Al darrer moment la seva execució va ser aturada i va ser commutada per a ser enviat a Sibèria per a complir la seva sentència. A partir de 1856, ell va viure a Irkutsk, on fundà un periòdic anomenat Amur el 1860. El febrer de 1860, Mikhaïl Petraixevski va ser forçat a desplaçar-se al districte de Minusinsk per haver fet un discurs contra l'abús del poder dels funcionaris locals i morí 6 anys més tard.